# Norveška košarkaška reprezentacija
Norveška košarkaška reprezentacija predstavlja državu Norvešku u športu košarci.
Krovna organizacija: Norges Basketballforbund
Glavni trener: 

## Vanjske poveznice
- Službene stranice